# John Ashton
John David Ashton (Springfield, 22 de febrero de 1948-Fort Collins, 26 de septiembre de 2024) fue un actor estadounidense, reconocido por sus papeles en las películas Beverly Hills Cop, Beverly Hills Cop II y Midnight Run.

## Vida y carrera
Nacido en Springfield, Massachusetts, Ashton se graduó en arte dramático en la Universidad del Sur de California.
Realizó muchas apariciones en series de televisión y películas en su país. Interpretó el papel de Willie Joe Garr en varios episodios de la popular serie Dallas y apareció en otras producciones para televisión como Columbo, "Negative Reaction" y Police Squad!. Sus créditos en cine incluyen películas como An Eye for an Eye (1973), Breaking Away (1979), Borderline (1980), Honky Tonk Freeway (1981), Last Resort (1986) y King Kong Lives (1986). Su papel más recordado es el del detective John Taggart en las dos primeras entregas de la trilogía Beverly Hills Cop, junto a Eddie Murphy y Judge Reinhold.

## Filmografía
- An Eye for an Eye (1973) Matthews
- So Evil, My Sister (1974) Brock
- My Father's House (TV - 1975)
- M.A.S.H (1977)
- Cat Murkil and the Silks (1976) Larkin
- Oh, God! (1977)
- The Wilds of Ten Thousand Islands (TV - 1978)  Orville
- Lawman Without a Gun (1978)
- Breaking Away (1980)
- Borderline (1980) Charlie Monroe
- Elvis and the Beauty Queen (TV - 1981) Jake
- Honky Tonk Freeway (1981) Otto Kemper
- The Adventures of Buckaroo Banzai Across the 8th Dimension (1984)
- Beverly Hills Cop (1984) John Taggart
- The A-Team (TV - 1985) Jack Slater
- Last Resort (1986) Phil Cocorun
- The Deliberate Stranger (TV - 1986) Roger Dunn
- King Kong Lives (1986) R. T. Nevitt
- Some kind of Wonderful (1987) Cliff Nelson
- Beverly Hills Cop II (1987) John Taggart
- She's Having a Baby (1988) Ken
- Midnight Run (1988) Marvin Dorfler
- I Want to Go Home (1989) Harry Dempsey
- Curly Sue (1991) Frank Arnold
- Saturday's (TV - 1991) George
- Dirty Work (TV - 1992) Eddie
- Los Tommyknockers (TV - 1993) Butch Duggan
- Little Big League (1994) Mac Macnally
- Atrapados en el paraíso (1994) Ed Dawson
- In the Living Years (1995) Mike Donahue
- Hidden Assassin (1995) Alex Reed
- For Which He Stands (1996)
- Fast Money (1996) Diego
- Little Girls in Pretty Boxes (TV - 1997) Peter Bryant
- Meet the Deedles (1998) Douglas Pine
- The Day Lincoln Was Shot (TV - 1998) Ulysses Simpson Grant
- Avalanche aka Escape from Alaska (1999) Kemp
- Bill's Gun Shop (2001) Bill Voight
- Family (TV Miniseries - 2003) Martin
- Jane Doe: Til Death Do Us Part (TV - 2005) Richie Parsons
- Sweet Deadly Dreams (2006) Harry
- Reign of the Gargoyles (TV - 2007) Latham
- Gone Baby Gone (2007) Nick Poole
- Middle Men (2009) Morgan
- A Letter to Dad (2009) Mike
- Uncle John (2015) John
- The Neighborhood (2017) Matt Kravinsky
- My Little Baby (2017) Johnson
- The Joke Thief (2018) Joseph Rogers
- Beverly Hills Cop: Axel F (2024)[6]